# Höhle 1 (Ajanta)

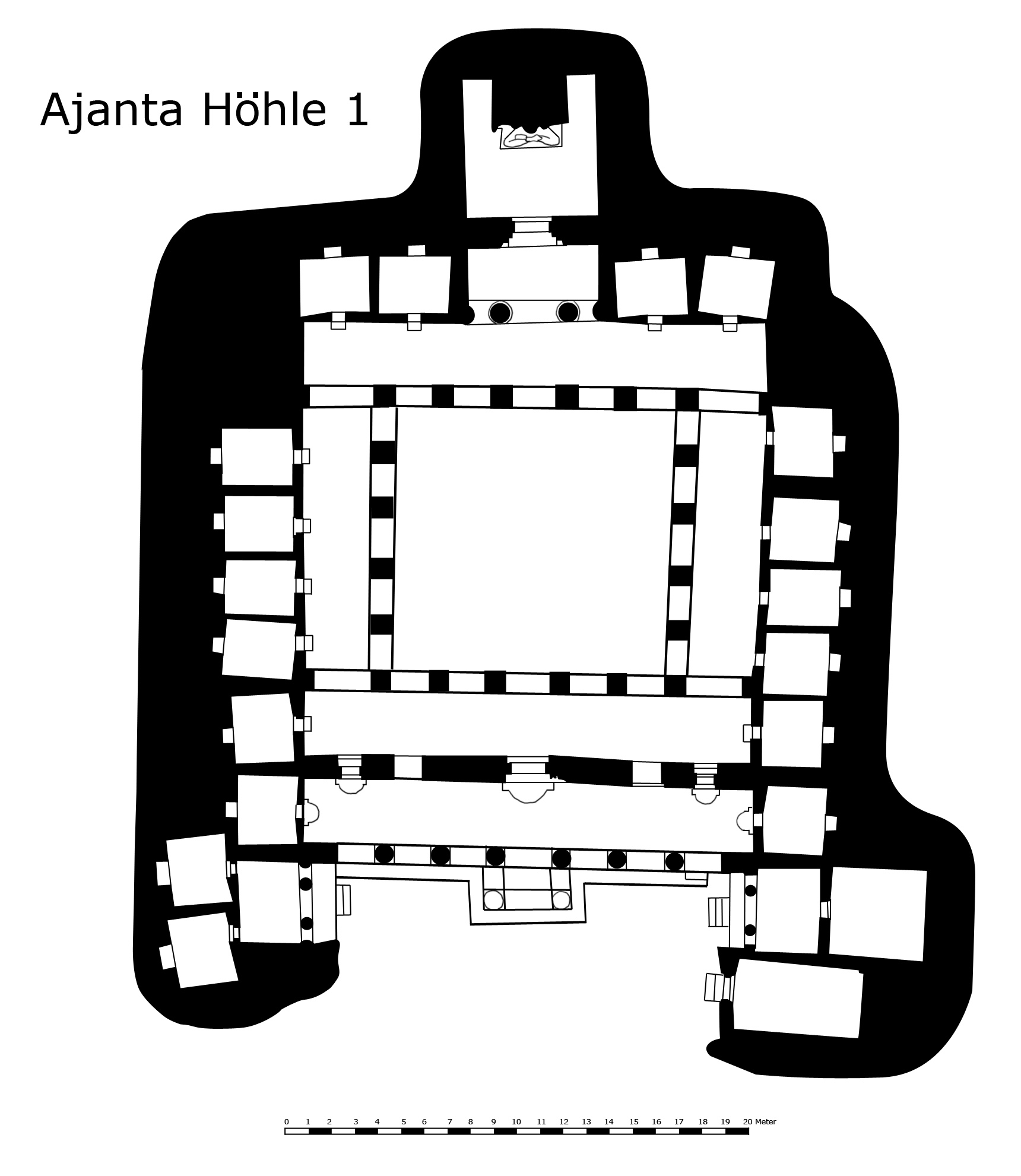
Grundriss der Höhle 1 von Ajanta

Die Höhle 1 von Ajanta ist eine Wohnhöhle (Viharahöhle) und befindet sich am östlichen Ende des Höhlenkomplexes. Sie zählt zu den späteren Höhlen, was sich durch die späte Einführung von Buddhaschreinen belegen lässt. Bekannt ist sie für ihre feinen Steinmetzarbeiten und die gut erhaltenen Wandmalereien im Inneren und sie stammt vermutlich aus dem 5. Jahrhundert n. Chr. Eine mit fein gearbeiteten Säulen versehene Veranda bildet den Eingang in die Höhle, die eine große Haupthalle, eine Cella mit Schrein und die Zellen der Mönche umfasst.

## Veranda
Der Veranda ist ein Hof vorgelagert. Auf dessen rechter Seite liegt eine Zisternenkammer, die heute das Eingangsportal des Komplexes bildet. Links und rechts der Veranda befindet sich jeweils eine mit Säulenportalen versehene Hofzelle. Die Friesdarstellung über der linken Hofzelle zeigt Prinz Siddharthas Konfrontation mit den Realitäten des Alterns, der Krankheit und des Todes. Dieser Fries wird über der rechten Hofzelle fortgesetzt mit der Darstellung der Entsagung des Prinzen (Abschneiden der Haare, Rücksendung seines Pferdes zum Palast).
Die Veranda hat eine Länge von 19,5 m, eine Breite von 2,8 m und ist 4,1 m hoch. Ihr war vor dem Eingang mittig ein Portikus vorgelagert, der aber nicht mehr erhalten ist. Der in den 1880er Jahren noch halbintakte Portikus stürzte später ein und seine Überreste wurden während einer fehlgeleiteten Aufräumaktion ins Flussbett geschüttet. Die Hauptkolonnade blieb großteils unbeschädigt. Die Veranda wird von sechs Säulen getragen, die seitlich von zwei Pilastern mit auskragenden Konsolen flankiert werden. Die beiden äußeren Säulen besitzen einen durchgehenden Oktogonalschaft. Die inneren vier Säulen besitzen einen kurzen Oktogonalschaft über der Basis, zeigen darüber spiralförmig verlaufende Kanneluren, gefolgt von einer flachen Topfform, einem Abakus und mit Friesen verzierten weit auskragenden Konsolen. Die Basen der Kapitelle sind mit mythischen Tieren und floralen Designs ornamentiert.
Im mittigen Feld der Kapitelle finden sich Buddhadarstellungen und Szenen der Geschichte des Buddha Shakyamuni: So zum Beispiel die Versuchung durch Mara am äußersten rechten Säulenkapitell und das Angebot von Milchreis durch Sujata am rechten Pilaster. Die breiten, abgerundeten Auskragungen der Kapitelle sind mit Mithuna-Pärchen verziert. Abgeschlossen werden die Kapitelle von einer schmalen Deckplatte. Oberhalb der Säulenreihe verläuft ein Architrav, über dem sich zwei Bänder mit feinen Reliefs befinden. Diese zeigen Szenen des Lebens Buddhas, Elefantenkämpfe und Jagdausflüge. Bemerkenswert ist die durchgehende Fortführung der Profilbänder an der Seitenveranda über den beiden Hofzellen. Links und rechts der mit Figurenreliefs geschmückten Tür wurden längsrechteckige, unverzierte Fenster in den Fels geschlagen.

## Haupthalle
Die Haupthalle besitzt einen nahezu quadratischen Grundriss mit einer Seitenlänge von 19,5 Metern. Sie beinhaltet 20 fein gearbeitete, um ein Quadrat geordnete Säulen, die einen 2,9 Meter breiten Umgang bilden. Die Kapitelle dieser Säulen sind mit reich variierten und in nahezu identischen Paaren ausgeführten Motiven versehen und besitzen wie die Säulen der Veranda weit auskragende Konsolen. Die zentralen Säulen sind geweitet um den axialen Fokus des Eingangs zur Cella zu betonen.
Niedrige Schwellen auf dem Boden und an der Decke verlaufen in dem von den Säulen gebildeten Quadrat. Die parallel zur Veranda verlaufenden Schwellen werden bis zu den Seitenwänden fortgeführt, wo sie sich mit Medaillons versehenen Pilastern verbinden. Hierdurch entsteht ein architektonisches Raster, das die Haupthalle strukturiert: Die Form der Veranda wird aufgegriffen und durch die parallel zur Veranda verlaufenden Schwellen in die Haupthalle übertragen. Ebenso wird der Säulenumgang optisch akzentuiert.

## Die Zellen
An der Haupthalle sind 14 Zellen angegliedert, hierbei jeweils vier an der linken und rechten Seite sowie an der Rückwand, sowie zwei im vorderen Umgang. Zwei weitere Zellen befinden sich an den Seiten der Veranda und drei weitere in den beiden Hofzellen. Untypisch ist das Fehlen von Zellen links und rechts neben der Rückseite der Haupthalle, was vermutlich durch einen Riss mit einem dazugehörigen Wassereinbruch erklärt werden kann, der einen Bau von Zellen an diesen Positionen verhinderte. In jeder Zelle sind an der Rückwand kleine Nischen eingelassen, die vermutlich funktional genutzt wurden und nicht als persönlicher Schrein. Die Nischen der beiden Hofzellen weisen ein größeres Format auf. Jede der Zellen weist Türhalterungen auf, die auf eine Schließbarkeit der Zellen hindeuten. Bei dem am häufigsten anzutreffenden Türhalterungstypus wurde eine Aussparung in den Türrahmen geschnitten in den ober- und unterhalb Löcher als Türangeln eingefügt wurden.

## Cella

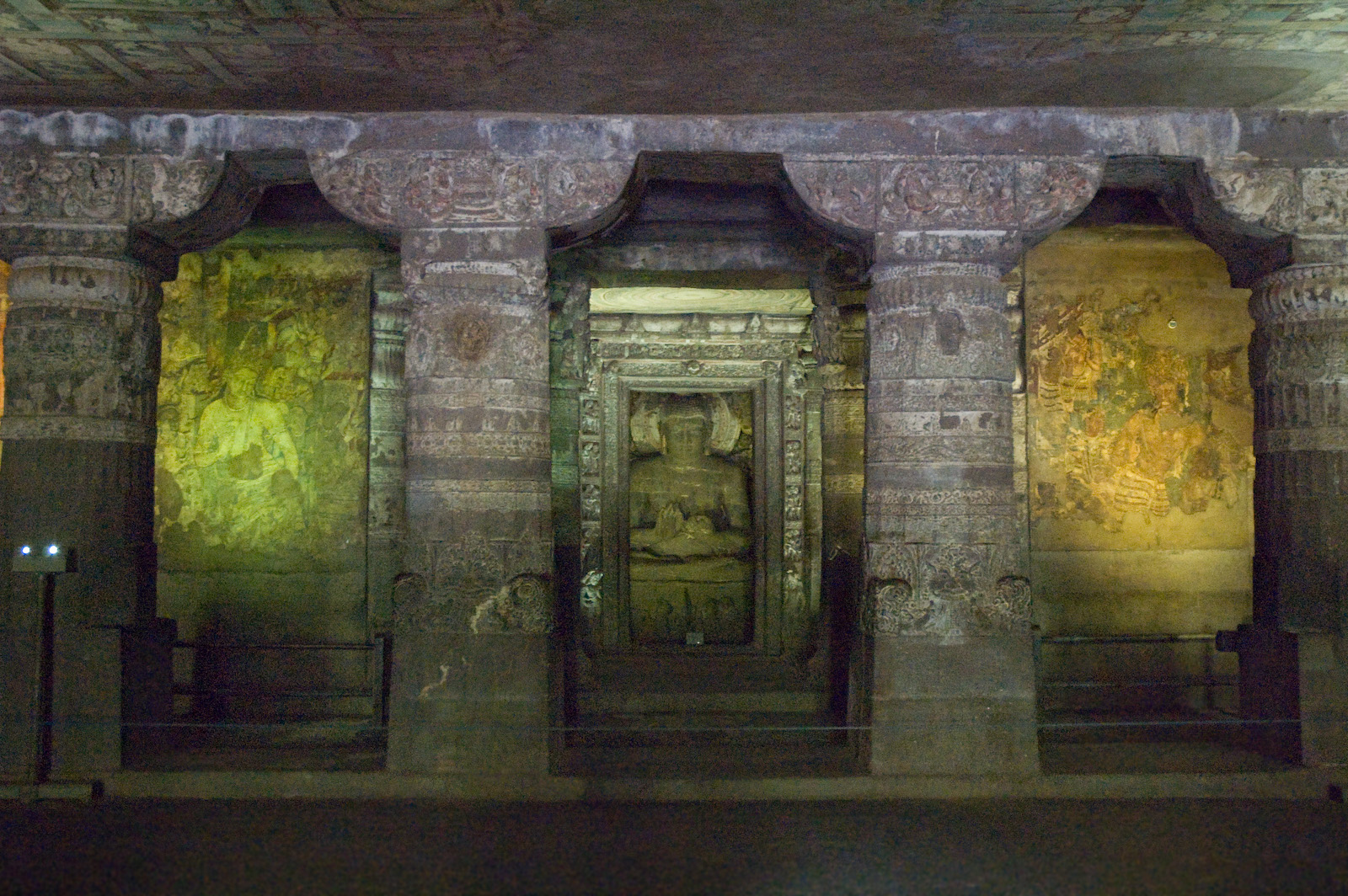
Blick von der Haupthalle in die Cella

Am Ende der Halle befindet sich eine 2,70 m tiefe und 8,30 m breite Vorkammer, die zur Cella führt, welche eine Seitenlänge von 6 m besitzt. Das Schreinvestibül wird von zwei sich verengenden Säulen flankiert die schwere Konsolen besitzen. Auf diesen ist eine Göttin mit Dienerschaft in Opposition zu einem alten Mann dargestellt, ein Motiv das auch am Verandaeingang zu finden ist. Eine mit Friesen verzierte Tür führt in das Innere der Cella. Vor der Cella waren große Doppeltüren eingefügt, die, wie sich durch Abnutzungsspuren belegen lässt, für einige Zeit genutzt wurden. Im Schrein befindet sich ein mit der Rückwand verbundener überlebensgroßer sitzender Buddha in Dharmachakrapravartana-Mudra, der Lehrgeste Buddhas. Im Sockel unter ihm sind fünf Nagas dargestellt. Begleitet wird der Buddha von zwei sich links und rechts von ihm befindlichen Bodhisattvas.

## Bauprozess

### Arbeitsverlauf
Der Arbeitsablauf der Höhlen lässt sich aus unvollendeten Höhlen herauslesen. Alle Bauglieder werden aus dem vorhandenen Fels geschaffen und nicht nachträglich eingefügt. Die Höhle wird von oben nach unten ausgehauen, zuerst die Decke, gefolgt von den Kapitellen und Säulen, sowie von Schaft und Basis. Am Schluss folgt der Fußboden.
Hierbei waren die Aushöhlung, die feinen Steinmetzarbeiten und die Bemalung ein verbundener Arbeitsprozess: Die Steinmetzarbeiten und die Bemalung folgten direkt im Anschluss an die Aushöhlungen. Ebenso erkennbar sind Verweise aus der verlorengegangenen Holzarchitektur, die sich in den Friesen sowie in Chaitya- und Kudubögen manifestiert.

### Säulen
Die Säulen der Höhle 1 weisen eine feine Kontrolle über die Ausgestaltung und fein gedrehte Kanneluren auf. Der Arbeitsprozess bestand aus der groben Behauung des Felsens zu einem quadratischen Pfeiler, aus dem die Säule geformt wurde. Durch Bearbeitung entstand eine oktogonale Form, die durch das Abschleifen der Kanten zu einer 16-, 32- oder 64-fach facettierten Säule ausgeformt wurde. Durch Glattschleifen dieser Facetten entstand eine perfekte Kreisform. In seltenen Fällen wurde die Facettenzahl nicht um den Faktor 2 gesteigert (z. B. 8 zu 16 Facetten), sondern um Faktor 3 (z. B. 8 zu 24 Facetten).